# Fürstlich Oettingen-Wallersteinsches Archiv Harburg

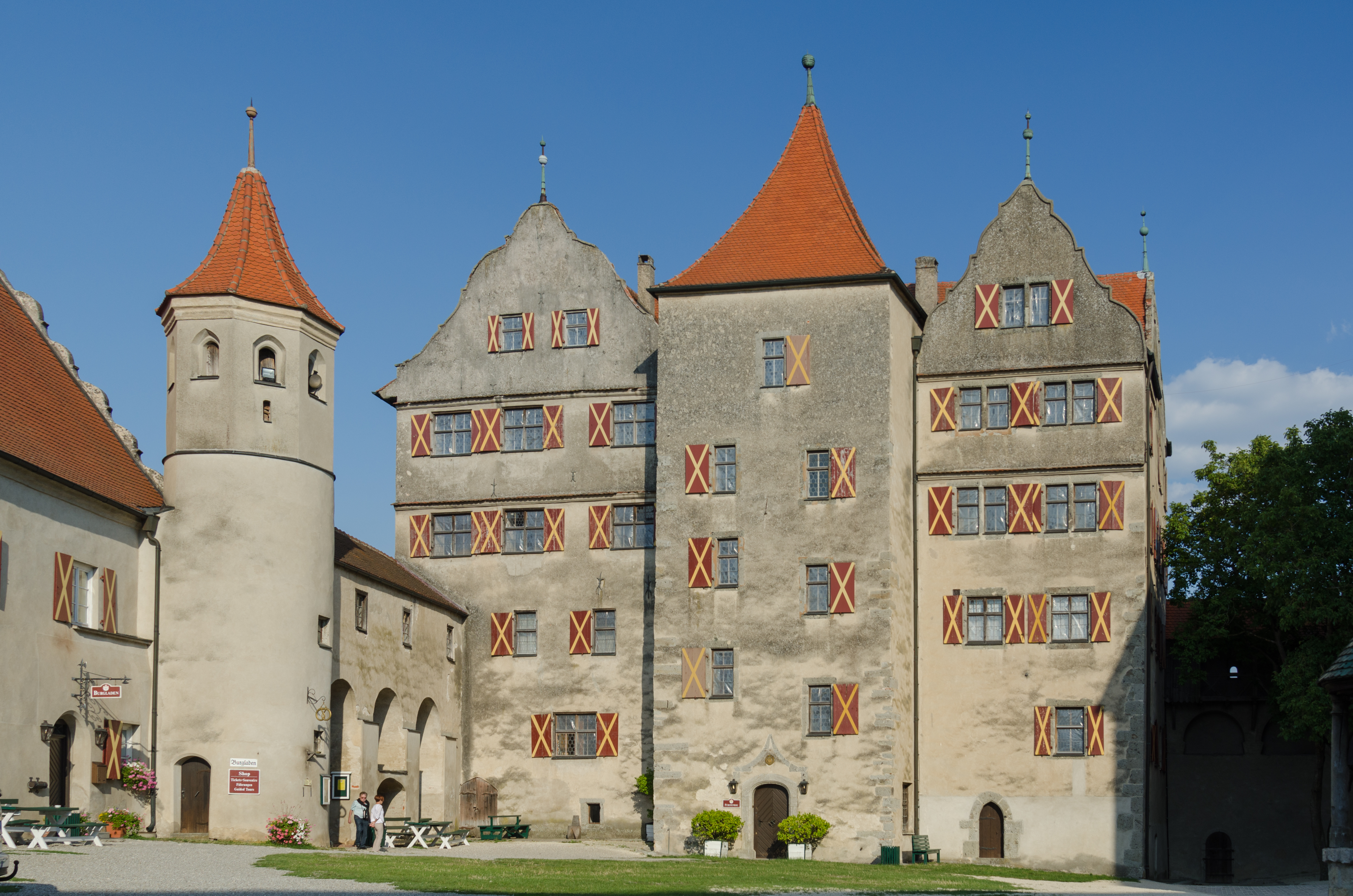
Fürstenbau

Das Fürstlich Oettingen-Wallersteinsche Archiv Harburg (FÖWAH) ist das Archiv des Adelshauses Oettingen-Wallerstein. Es befindet sich seit dem Jahr 1991 im Fürstenbau auf Schloss Harburg. Zuvor befand es sich im Schloss Wallerstein. Zusammen mit dem Fürstlich Oettingen-Spielbergschen Archiv Harburg (FÖSAH), welches sich auch auf Schloss Harburg befindet, bildet das Harburger Gesamtarchiv mit rund 15.000 Urkunden und 5.000 Regalmetern anderer Archivalien eines der größten deutschen Privatarchive.

## Geschichte
Das Fürstliche Haus Oettingen-Wallerstein hat durch Beschluss des bayerischen Justiz- und Innenministeriums vom 24. Februar 1836 im Rahmen der Mediatisierung das Archivrecht ius archivi erhalten:

„[...] nachdem das ius archivi dem fürstlichen Hause Oettingen-Wallerstein vor der Mediatisierung unbezweifelt zugestanden, dieses Recht auch unter die eigentliche Souveränitätsrechte nicht zu zählen ist, und den genannten fürstlichen Hause weder in der allerhöchsten Declaration vom 19. März 1807, noch in dem IV. constutionellen Edicte entzogen worden [...], [steht] das Recht ein Archiv zu halten dem fürstlichen Wallerstein-Oettingen'schen Hause nach wie vor der Mediatisierung desselben [zu].“

Dies hatte zur Folge, dass die Bestände des Archivs weitgehend intakt blieben. Erst 1848 wurden kleinere Teile an das Kreisarchiv Neuburg (heute Staatsarchiv Augsburg) abgegeben.

## Archivare
- Friedrich Freiherr Löffelholz von Kolberg
- Anton Diemand
- Elisabeth Grünenwald
- Volker von Volckhamer

## Bestände
Das FÖWAH enthält folgende Bestände:
- Altes Oettingen-Wallersteinisches Archiv, welches auch die Archive der erloschenen Linien Oettingen-Oettingen und Oettingen-Baldern enthält
  - Urkundenarchiv mit 7052 Urkunden:
    - Papsturkunden ab 1206
    - Kardinalurkunden ab 1379
    - Kaiserurkunden ab 1206
    - Königsurkunden ab 1311
    - Klosterurkunden ab 1049
    - Hochstiftsurkunden ab 1167
    - Urkunden des hohen und niederen Adels ab 1182

  - Aktenarchiv mit Amtsbüchern:
    - Kopialbücher
    - Diplomatare
    - Amtsprotokolle
    - Regierungsprotokolle
    - Ratsprotokolle
    - Consistorialprotokolle

  - Korrespondenz von und an Mitglieder des gräflichen und fürstlichen Hauses

- Archivalien der während der Reformationszeit aufgehobenen Klöster Zimmern und Christgarten
- Archivalien der 1803 säkularisierten Klöster Mönchsdeggingen, Heilig Kreuz in Donauwörth, Kirchheim am Ries, Maihingen und teilweise St. Mang in Füssen
- Archivalien von Herrschaften, die später vom Haus Oettingen-Wallerstein erworben wurden: Dagstuhl bei Trier und einige ehemalige ritterschaftliche Besitzungen in Schwaben (Seyfriedsberg, Altenberg und Burgberg)
- Infolge der Mediatisierung des Fürstentums Oettingen-Wallerstein sind nach 1806 eine Reihe von Archivalien des Fürstenhauses an den bayerischen Staat gekommen. Diese werden heute im Staatsarchiv Augsburg aufbewahrt.